# 陆璀
陆璀 （1914年4月13日—2015年2月16日），浙江吴兴人，中国革命家。全國政協第二屆委員，代表中華全國民主婦女聯合會。

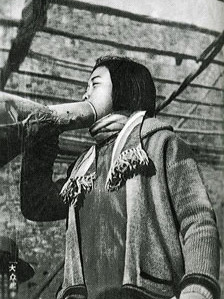
1935年12月9日一二·九运动当天，清华大学社会学系大四女生陆璀（21岁）手持大号扩音筒，站在北京西直门外的一个站台上，向学生和市民群众讲话。邹韬奋主编的《大众生活》第一卷第6期采用拍摄的陆璀喊话照片做了封面，并且加上“大众起来！”这个口号，一二·九运动的报道迅速传遍大江南北与世界各国，这张新闻照片也成了一二·九运动学生形象的代表。事后，陆璀被清华大学开除学籍，并于1936年加入中国共产党。

## 生平

### 早年经历

#### 求学之路
1931年，十七岁的陆璀由于母亲患病，不愿其远离而从苏州振华女校辍学在家，每天读书看报。她从《大众生活》周刊上看到“九一八”事变的报道后满腔悲愤，她想参加爱国学生的队伍，却因伺候母病不能离开而苦闷不已。为了抗日救国出力，陆璀写信向《大众生活》主编邹韬奋求助。邹韬奋先生充分肯定了陆璀的爱国热情，并建议她就近选择一所大学，进一步学习。同年陆璀考取了苏州东吴大学，与邹韬奋先生开始了长达数年的书信往来。
1932年，由于对东吴大学稀薄的政治空气感到失望，陆璀向往着“燕赵多慷慨悲歌之士”的北方，于是负笈北上，考入清华大学社会系。1935年，陆璀担任了清华大学学生救国委员会委员。一二·九运动的前奏奏响时，她和清华学子一同办起了抗日壁报，主动发表了壁报的发刊词《华北的丧钟敲响了！》。

#### 一二·九经历
1935年12月9日一二·九运动当天，陆璀手持大号筒，站在北京西直门外的一个站台上，向学生和市民群众讲话，站到与反动当局斗争的风口浪尖上。《大众生活》第一卷第6期采用拍摄的陆璀喊话照片做了封面，并且加上“大众起来！”这个口号，一二·九运动的报道迅速传遍大江南北，也使年仅21岁的陆璀登上了历史舞台。
对于事情发生的详细经过，2013年12月8日，91岁高龄的陆璀重回清华校园，向清华学子讲述了这段经历：
“那天一早，天还蒙蒙亮，我们就集合了。到了西直门呢，城楼上、城门旁边都有军警在看守，就是不让我们进城。那怎么办呢，我们当时决定，就在西直门城墙旁边召开了一个群众大会。很巧的，我们就把它用来当主席台。同学们临时推举我代表北平学联，向群众讲讲话。我也不知道哪来的勇气，事先也没有准备，但是那种悲愤的心情是大家共有的。所以当我说，北平是我们中国人的北平，现在呢，中国人不能进去，反而日本人在城里横行霸道，请问今日之北平，究竟是谁的天下呢？说到这里，我自己也禁不住声泪俱下了。那么，同学们就举起拳头喊，把日本侵略者赶出去！打倒日本帝国主义！当时这个场面是很动人的。”
12月16日，陆璀又组织参与了第二次规模更大的示威运动，当局对学生进行了残酷的镇压。游行示威的学生队伍受阻于宣武门时，身材瘦小的陆璀从紧闭的城门下的一道缝隙中伏身挤入，被赶过来的巡警抓捕。被逮捕后关进了警察局，这时正巧遇到后来去延安写下《西行漫记》的埃德加·斯诺就在现场，他随即采访了陆璀，当天就向美国报纸发了一条独家新闻：“中国的贞德被捕了”。他的报道让全世界都看到了中国的黑暗，让全世界看到了中国学生的勇气和力量，也使陆璀名传遐迩。

#### 投入革命潮流
迫于当局压力，清华大学将陆璀开除，并将她送至他处加以保护。从此，陆璀投入了更大的革命高潮，1936年任全国学生救国联合会宣传部部长。1936年加入中国共产党。 1936年3月初，陆璀隐蔽在斯诺家中。1936年9月她受全国学联派遣，到日内瓦出席首届世界青年大会，陆璀代表中国学生发言，把中国学生的战斗呼声带到了世界讲坛。1938年又代表全国学联出席第二次世界青年大会，并被派往法国、英国、美国、加拿大等国进行国际宣传。精通法语。1938年底，陆璀在巴黎吴玉章的《救国时报》编辑部工作，结识了去莫斯科参加共产国际会议后来任新四军政委的饶漱石，两人相爱，结为夫妇。1938年生有女儿陆兰沁。后随饶漱石奉命去美国工作。1939年与饶漱石从美国奉命回国工作。1947年代表解放区妇联赴法国巴黎任国际民主妇女联合会书记处书记。 1947年夏，陆璀参加中国解放区青年代表团出席在布拉格举行的第一届世界青年联欢节。1949年奉命回国，带出生后一直留在巴黎的女儿陆兰沁回到了上海。

### 建国之后

#### 历任职务

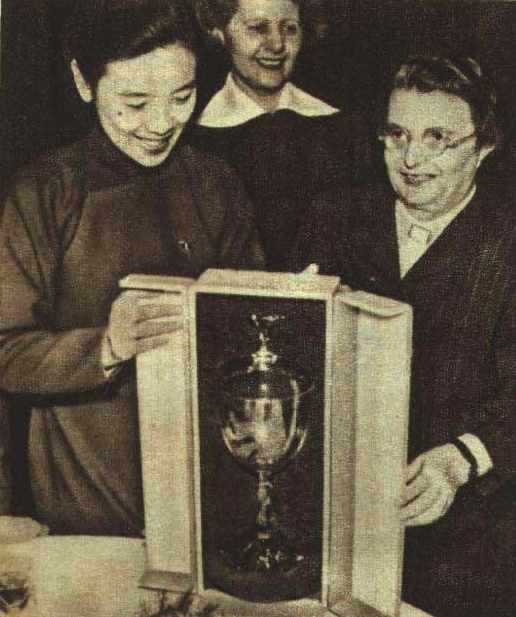
1951年国际民主妇女联合会会议，陆璀代表中国接受捷克妇联赠送的礼物

第一届中国人民政治协商会议代表。中华全国妇女联合会第二届常委兼国际工作部部长。全國政協第二屆委員，代表中華全國民主婦女聯合會。全国妇联第四届常委。
1979年，陆璀参加中国人民友好访问团赴美国访问。40余年前曾帮助中国人民解放事业的美国老朋友迈克斯·格兰尼奇(30年代是在上海出版的英文杂志《中国呼声》的主编)，在中国访问团的名单上发现了陆璀的名字时，无比欣喜。他立即写了一篇热烈欢迎中国人民友好访问团的文章，发表在美中友协的特刊上。同年，陆璀又率领中国妇女代表团访问了印度和斯里兰卡。1980年，陆璀出席在哥本哈根召开的联合国“妇女十年”中期会议（即第二次世界妇女大会），担任中国代表团副团长。1984年，她又率领中国对外友协代表团访问了朝鲜。1995年，出席了在北京举行的第四次世界妇女大会非政府论坛。对外友协副会长、中美友协副会长，第二、五、六届全国政协委员。

#### “饶潘扬”案
1953年饶漱石调往北京任中共中央组织部长，不久忽告失踪。过了几个月后，听到党内口头传达「高饶事件」，陆璀才知道丈夫获罪的原因：说是与高岗合谋，进行分裂党的活动，党内文件用的是抽象词句，唯有讲到高岗的罪状里，有一条具体事实：高岗与苏联斯大林有勾结，未向党中央报告。陆璀向组织请求探监，未获允准。情急无奈，她只能黑夜里抱著小女儿哭，特别是听了内部传达以后，单位的同志象躲避麻风病似地疏远她，似乎她也成了高饶反党集团的一份子了。
1955年陆璀受“饶潘扬”案牵连下狱。1956年出狱，后任北京东城区区委书记。几年后，陆璀与饶漱石离婚，并与曾任中央书记处书记任弼时的秘书、被称为“和平诗人”的朱子奇结婚。“文革”时1967年至1973年陆璀再入监狱被羁押。

### 晚年生活
陆璀与朱子奇晚年住在北京城内一幢普通的宅院里，拥有一个四世同堂的家庭。她经常参加一些社会活动，热心妇女儿童福利事业，为各项有利于人民的基金会捐款资助，并和外国老朋友们电讯联系。陆璀极少向人们提及她在抗日救国学生运动和国际活动工作中所作的历史贡献，因而许多往事连她的儿女都不知道。
2001年4月，陆璀向党中央写信，为前夫饶漱石申诉，信中提到：“饶漱石是有一定错误的，但其性质不属于反党，更不是反革命，因而是人民内部矛盾，决不是敌我矛盾；对他的问题的定性定错了，处理太重了。所谓“高饶反党联盟”，其实有无此事，值得重新考虑。恳切希望党中央组织力量对此案进行复查，再作出符合历史本来面貌的结论。”
2015年2月16日，陸璀病逝於北京，享年100歲。

## 相关作品
《晨星集》：1995年，陆璀撰写《晨星集》一书以纪念一二·九运动70周年。该书由人民日报出版社出版。书中内容涵盖了一二九运动的经过、陆璀在一二九运动中的所见，以及对包括埃德加·斯诺、邹韬奋、丁玲、陶行知在内等名人的回忆。对于《晨星集》的命名，陆璀解释说：“因文稿之少，想到一句成语‘寥若晨星’，但晨星中却有启明星，它是预告黎明的到来的，也就是说，它预告黑暗的长夜即将过去，光明和白昼即将来临。我所写到的许多人和事，不是在历史上不同程度地起到这样的作用吗？”
陆璀丈夫朱子奇为《晨星集》题词：
《希望之光永恒》
拂晓时分举头仰望苍穹，蓝蓝天幕闪烁点点晨星/数读晨星似乎寥寥稀疏，谁知却是颗颗璀璨晶莹/闪闪星光深知来自太阳，只报黎明不与朝晖相争/同度黑夜几多凄风苦雨，悄然离去迎来红日东升/日月星辰飞旋无穷无尽，生命悠久希望之光永恒。

## 陆璀的新闻事业

### 组织创办《学生报道》
随着学生救亡运动的不断扩大，全国学生建立统一的中国学生救国联合会的愿望愈发迫切。在这一趋势下，中国学生救国联合会成立。《学生报道》和《学生呼声》作为其宣传报刊，与它同时诞生。
1936年3月，北平学联派陆璀、黄敬到上海参加学联筹备工作。1936年5月29日，全国学联筹备会在上海基督教全国青年会协会的会议室里正式召开成立大会。大会选举刘导生为执行委员会主席(当时称总务)，吴祖贻为组织部长，陆璀为宣传部长，唐守愚为副部长。
作为宣传部长的陆璀，自然承担起《学生报道》的筹备策划工作。这是她第一次组织创办报纸。《学生报道》创刊号于中华民国二十六年一月一日（ 1937年1月1日）出版，休刊于此年2月5日，历时仅35天。在这35天里,《学生报道》共出版了3 期四开四版的报纸。第一期于1937 年1 月1日出版，第二期于1937年1月15日出版，终刊号于1937年2月5日出版。虽然仅仅出版了三期，但是学生自办宣传革命的《学生报道》仍在广大青年学生那里产生了深远的影响。。

### 参与创办《救国时报》
在参加第一次世界青年大会时期，陆璀有幸结识了一批身处欧洲的爱国人士，他们通过办报的手段宣传抗日。其中最著名的要数吴玉章和他的的《救国时报》。
1936 年9月，《救国时报》社协助从国内到巴黎的全国救国会代表陶行知、钱俊瑞和全国学联代表陆璀，会同欧洲各地的华侨抗日团体一道发起成立全欧华侨救国会。在《救国时报》的宣传鼓动下, 纽约、三藩市和南洋各地侨胞各界也纷纷成立救国会。此后，在欧期间，陆璀除了参加各项国际会议外。就一直在《救国时报》工作。
《救国时报》原为《救国报》，创刊于1935年5月15日。1935年11月中旬，第16期的《救国报》即将出版之际，法国当局勒令其停刊。于是在吴国章等人的努力下，报纸以《救国时报》为名重新登记出版，巧合的是：这一天恰好“一二·九”运动爆发。此时《救国时报》的办报过程是异常艰难的。由于法国共产党的右倾机会主义，放弃对人民阵线的领导, 致使人民阵线的领导权落入右翼社会党和激进党之手，人民阵线遭到破坏。于是中央决定将《救国时报》转移到美国纽约出版。
1938年2 月10日《救国时报》发表了《本报暂时停刊宣言》。经过紧张的准备, 在巴黎《救国时报》工作的饶漱石和陆璀携带部分排版设备从巴黎转移，于1938年8月到达美国纽约。此后《先锋报》和《救国时报》合并，以《救国时报》为名出版, 由饶漱石负责, 以美国华侨为主要读者对象，号召华侨支援国内的抗日战争, 反对美国支持日本法西斯的侵略战争。《救国时报》在美国纽约出版至1939年10月，因饶漱石和陆璀回国参加抗日战争而停刊。
陆璀在《救国时报》最巨大的贡献是，在她的号召呼吁下，妇女抗日救亡运动被人们渐渐重视起来。这极大地增强了中国妇女抗日救亡的信心鼓舞了中国妇女抗日救亡的斗志, 使中国妇女运动在全世界被广泛了解，同时也使中国共产党的妇女政策得到了极好的宣传。